# 陇南师范学院
陇南师范学院，是由中華人民共和國甘肃省人民政府主辦、甘肃省教育厅主管的一所普通高等師範大学，位於甘肃省陇南市成县。

## 历史沿革
陇南师范高等专科学校之历史可以追溯到民国27年（1937年）成立的甘肃省成县县立初级中学，随后又更名为成县县立简易乡村师范，主要为当地培养农村小学教员。民国三十一年（1942年），更名为甘肃省立成县师范学校。中华人民共和国成立后，学校改制为甘肃省立成县中学。后改建为成县师范学校。在文化大革命期间，成县师范学校曾一度更名为成县57红专学校、武都地区成县师范学校等；1972年，改制为甘肃省成县师范学校，并重新面向社会招生。
2001年，成县师范学校与成立于1973年的礼县师范学校合并组建陇南师范学校，其后更获中华人民共和国教育部同意，于2003年升格为专科层次的陇南师范高等专科学校；并实行甘肃省及陇南地区（今陇南市）共建，以地区为主的办学体制。在甘肃省人民政府等党政机构的支持下，该校拟定于“十四五”期间升格为本科层次的陇南幼儿师范学院（后拟定更名为陇南师范学院）。2024年经教育部批准升格并更名为陇南师范学院。